# Andrés Sardá Sacristán
Andrés Sardá Sacristán   (Barcelona, 1929 - Barcelona, 15 de setembre de 2019) fou un enginyer tèxtil i dissenyador de moda creador de la marca de llenceria Andrés Sardá.
Va néixer en el si d'una família dedicada a la indústria tèxtil des del segle xix. Quan va acabar els estudis d'enginyeria tèxtil es va incorporar a l'empresa familiar i una de les seves primeres comeses va ser introduir els seus productes al mercat estatunidenc.
El 1962 va fundar la seva pròpia firma dedicada al disseny i producció de llenceria femenina, i posteriorment incorporaria també peces de bany. Fou conegut per ser el primer dissenyador a incorporar fibres elàstiques als seus dissenys, i també per incorporar el factor moda a la llenceria.
Va morir el 15 de setembre del 2019 a Barcelona a l'edat de 90 anys.